# Zevenheuvelenloop 1984
De Zevenheuvelenloop 1984 vond plaats op 18 november 1984 in Nijmegen. Het was de eerste editie van deze wedstrijd. Het traject was bij deze editie nog slechts 11,9 km en niet de bij volgende gelegenheden gebruikelijke 15 km.
De wedstrijd werd een vrijwel volledig Nederlandse aangelegenheid, met bij de mannen als winnaar Leon Wijers in 36.55. Hij had veertien seconden voorsprong op Aart Bakker. De wedstrijd bij de vrouwen werd gewonnen door Anne Rindt in 45.48.
In totaal schreven 540 deelnemers in, waarvan er 502 finishten.

## Uitslagen

### Mannen
| rang   | naam          | land | tijd  |
| ------ | ------------- | ---- | ----- |
| Goud   | Leon Wijers   | NED  | 36.55 |
| Zilver | Aart Bakker   | NED  | 37.09 |
| Brons  | Jos Sassen    | NED  | 37.33 |
| 4      | Rudi Verberne | NED  | 37.37 |
| 5      | M. Tighe      | GBR  | 39.11 |

### Vrouwen
| rang   | naam             | land | tijd  |
| ------ | ---------------- | ---- | ----- |
| Goud   | Anne Rindt       | NED  | 45.48 |
| Zilver | Diet Gröneveld   | NED  | 49.45 |
| Brons  | Dineke van Balen | NED  | 51.01 |
| 4      | Monique Kruis    | NED  | 51.20 |
| 5      | Mirjam Claessens | NED  | 51.44 |

1984 ·
1985 ·
1986 ·
1987 ·
1988 ·
1989 ·
1990 ·
1991 ·
1992 ·
1993 ·
1994 ·
1995 ·
1996 ·
1997 ·
1998 ·
1999 ·
2000 ·
2001 ·
2002 ·
2003 ·
2004 ·
2005 ·
2006 ·
2007 ·
2008 ·
2009 ·
2010 ·
2011 ·
2012 ·
2013 ·
2014 ·
2015 ·
2016 ·
2017 ·
2018 ·
2019 ·
2022